# Высокоскоростная железная дорога в Египте
В Египте нет действующего высокоскоростного железнодорожного сообщения, но в 2018 году был запущен проект по строительству трех таких линий общей протяженностью около 2000 километров. Первая линия связывает города Айн-Сухна и Марса-Матрух, вторая соединяет города Шестого Октября и Абу-Симбел, а третья соединяет город Кена с городами Хургада и Сафага.
Проект создается коалицией немецких компаний Siemens, Arab Contractors и Orascom, где Siemens выполнит все работы по электрическим, механическим работам, системам контроля и управления, а также работы по изготовлению и поставке электропоездов, создание ремонтной мастерской и установка её оборудования, в то время как компании Arab Contractors и Orascom осуществляют земляные работы, строительство мостов и промышленные работы для строительства железнодорожных путей, пассажирских терминалов и ограждений.

## История
12 марта 2018 года министр транспорта Египта Хишам Арафат заявил, что Египет находится в процессе запуска новой высокоскоростной железной дороги, соединяющей Средиземное море (скорее всего, имея в виду северные прибрежные провинции, такие как Александрия, Бехейра) и Красное море с участием более 10 международных компаний.  
В сентябре 2020 года китайско-египетский консорциум, состоящий из Китайской строительной корпорации гражданского строительства, египетской Samcrete и Арабской организации индустриализации, выиграл контракт в размере 9 миллиардов долларов США на строительство высокоскоростной железной дороги протяженностью 543 км, способной развивать скорость до 250 км/ч.Электропоезда будут производиться в Порт-Саиде с передачей китайских технологий в Египет. 

## Железнодорожные линии

### Зеленая линия
Первые 660 км планировалось начать в Мерса-Матрух  на Средиземном море, а далее через Аль-Аламейн, Борг-эль-Араб, затем в Вади-эль-Натрун, далее в город 6 октября, через южный Каир в Новую административную столицу и закончиться в Айн-Сохне в Суэцком заливе Красного моря . По состоянию на январь 2021 года работы по геодезии и планированию маршрута были завершены, и ведутся строительные работы по строительству мостов и путей. Этот начальный участок железной дороги предназначен для использования как для пассажирских перевозок, так и для грузовых и, по прогнозам, будет стоить 3 миллиарда долларов США с окончанием работ в 2023 году. 14 января 2021 года был подписан Меморандум о взаимопонимании между Siemens Mobility и Национальным управлением туннелей, органом Министерства транспорта Египта по проектированию, установке и обслуживанию первой в Египте высокоскоростной железнодорожной системы.  Первоначально названная «вторая линия» между Александрией и Борг-эль-Арабом была включена в этот контракт, и обе линии находятся в стадии строительства по состоянию на 2022 год.  Консорциум под руководством Siemens получил контракт на 4,5 млрд. долларов США на строительство линий от Айн-Сохны до Марса-Матрух и Александрии в сентябре 2021 года, завершение строительства которого запланировано на 2027 год. Линия будет оснащена скоростными пассажирскими поездами Velaro. Этот 660 километровый участок железной дороги будет перевозить до 30 миллионов пассажиров в год, вдвое сократит время в пути и сократит выбросы углекислого газа в атмосферу на 70%.

### Синяя линия
Вторая линия протянется от города Шестого Октября через Фаюм, Минью, Асуан и Абу-Симбел на 1100 км от Каира на юг вдоль западного берега Нила.  Местные станции будут включать такие остановки, как: Аль-Аят, Аль-Фашн, Аль-Адва, Бани Мазар, Самалут, Абу Куркас, Маллави и Дайрут.  Изыскательские и строительные работы на этой линии начались египетскими властями в марте 2022 года, в частности около города 6 октября и Фаюме, с ожидаемой расчетной скоростью поездов в 250 км/ч, но с предварительной работа экспрессов на скорости 230 км/ч.  В мае 2022 года было объявлено о продлении этой линии от Асуана через Абу-Симбел до Тошки и Шарк-эль-Овайнат в Западной пустыне, а также о продлении до Вади-Халфа в Судане .   Кувейтский фонд арабского экономического развития подписал соглашение на сумму 2,45 миллионов долл. США. на технико-экономическое обоснование для строительства 283,5 км линии от Асуана до Тошки и Абу-Симбела, а также 80 километрового расширение до Судана, которое включает в себя 6 километровый мост через озеро Насер. 

### Красная линия
Третья линия планируется на юге от Сафаги через Сахл Хашиш, Хургаду, Восточный Сохаг, Кену и Кус, заканчивающуюся в Луксоре, общей стоимостью 2,7 млрд. долларов США со сроком строительства в два года. Контракты на строительство второй и третьей линий планировалось подписать с Siemens в марте 2022 года; Контракт на 8.1 миллиардов евро был подписан 31 мая 2022 года между правительством Египта и Siemens (и его партнерами по консорциуму Orascom Construction и The Arab Contractors) и включает в себя строительство второй и третьей линии, а также 41 высоко-скоростного пассажирского поезда Velaro (в комплектации 8-ми вагонов в составе), 94 четырех-вагонных региональных поезда большой вместимости Desiro и 41 грузовой локомотив Vectron, а также ETCS уровня 2 и подходящую электросеть. 
Предполагается, что вся высокоскоростная сеть будет стоить 23 миллиарда долларов США и будет охватывать более 2000 км.  

## Будущие проекты
О намерении построить расширение на восток от Марса-Матрух через Эль-Негайлу до Саллума на ливийской границе до Бенгази в Ливии было объявлено министром транспорта Египта Камелем Аль-Вазиром в ноябре 2020 года и снова подтверждено Ливийско-египетской торговой палатой 18 января 2021 г.  Также упоминалось расширение линии до Сивы.  Это часть более крупного плана египетского правительства по установлению политических и экономических связей как с Ливией, так и с Суданом, в том числе с Вади-Халфа.  

## Смотрите также
- Каирский легкорельсовый транспорт .
- Египетские национальные железные дороги .